# Museu Diocesà d'Art Sacre d'Oriola
El Museu Diocesà d'Art Sacre està situat al Palau Episcopal d'Oriola, declarat Bé d'Interés Cultural. El Museu Diocesà d'Art Sacre de la Diòcesi d'Oriola-Alacant va ser creat el 1939 després de la conclusió de la Guerra Civil espanyola a iniciativa de l'aleshores vicari general del Bisbat d'Oriola, don Luis Almarcha. En un primer moment es va disposar en la planta superior del Palau Episcopal, però posteriorment es va traslladar a la Catedral d'Oriola en unes dependències annexes al claustre mercedari (segle XVI) que s'havia traslladat el 1942 a la seu oriolana. En la dècada de 1960 va ser ampliat utilitzant la sala capitular del temple. Els seus fons s'han conservat en les dependències catedralícies fins al 24 de febrer de 2011, quan es va inaugurar el nou centre museístic en el Palau Episcopal d'Oriola.

## Pintura
Al Museu Diocesà es conserven col·leccions de pintura, on destaquen la taula de Sant Miquel Arcàngel de Paolo de San Leocadio (s. XV), El retrat del Bisbe Gallo de Sánchez Coello (1576), La Temptació de Sant Tomàs de Diego Velázquez (1631 – 1633), La Vella del Cresol, atribuïda a Matías Stommer (1625 – 1630), així com llenços de l'escola de Joan de Joanes, Pedro de Orrente, Pedro Camacho, Vicente López, Jerónimo Jacinto de Espinosa o Joaquim Agrasot.

## Escultura i orfebreria
Entre les escultures, destaquen la Mare de Déu de Gràcia (segle xiv), la Mare de Déu de la Mercè (s. XV), la Mare de Déu entronitzada (s. XIII) i la imatge de Sant Roc realitzada per Francisco Salzillo. A més, conserva un dels conjunts d'orfebreria més importants del País Valencià, amb obres de Miguel de Vera, Hércules Gargano, Juan Antonio Domínguez, Estanislao i Fernando Martínez, Antonio Grau o Luis Perales.

## Tèxtils, manuscrits i incunables
S'exposen peces tèxtils de tallers valencians, llevantins i italians, còdexs com el missal miniat (s. XV), l'incunable de les edats del món (1493), una col·lecció de cantorals i mobiliari de diferents èpoques.